# Joan Martí i Viñolas

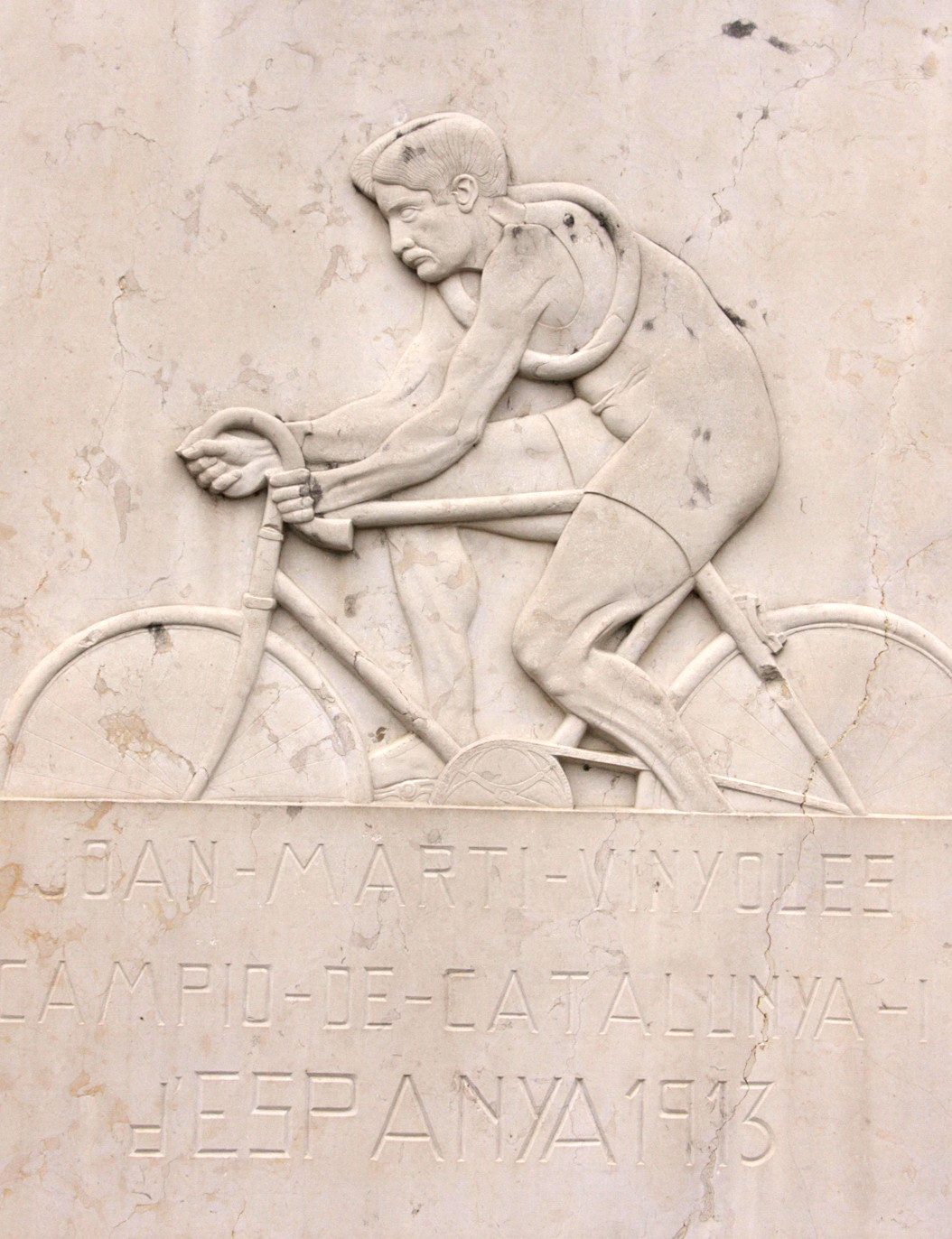
Mausoleu de Joan Martí a la Garriga

Joan Martí i Viñolas (la Garriga, 9 de gener de 1887 - 17 de setembre de 1978), fou un ciclista pioner d'aquest esport a Catalunya, conegut com el "Martí de la Garriga".
Va quedar segon de la Volta a Catalunya de 1912, degut a una penalització per haver agafat una drecera, un fet que ell va negar. Va prometre una revenja i l'any següent la va guanyar, vencent en la primera de les tres etapes, concretament la Barcelona-Lleida en la qual va aconseguir més de 25' d'avantatge. En aquestes curses encara feia servir pinyó fix, tot i que ja s'havia desenvolupat el pinyó lliure, molt més còmode i fàcil de portar.
També va guanyar la Volta al País Basc i Navarra (amb una etapa de les quatre de què constava la prova) que incloïa el campionat d'Espanya de ciclisme. Però l'esclat de la I Guerra Mundial va tallar la seva trajectòria, impedint la seva participació en el Tour de França i forçant la seva retirada prematura.
En una època amb pocs coneixements sobre la preparació física i alimentària per la pràctica de l'esport, ell era conegut per la seva combinació de fruita, sucre i cafè com a beguda abans de cada etapa.
El 9 de gener de 1961 va ser homenatjat, juntament amb Sebastià Masdeu i Josep Magdalena, amb un sopar i un lliurament de diplomes, per haver estat els vencedors de les tres primeres edicions de la Volta a Catalunya.
El 8 d'agost de 1961 presidí, juntament amb el també ciclista Marià Cañardo, el Critèrium de Campions de ciclisme que tingué lloc al Passeig de la Garriga. L'any 1971, amb motiu del cinquantenari de la Volta Ciclista a Catalunya, va rebre de mans de Miquel Poblet un diploma com a guanyador de l'edició de 1913.
El 13 de setembre de 1977, en ocasió de l'arribada al seu poble de la 57a. edició de la Volta a Catalunya, entregà el trofeu al guanyador de la sisena etapa, el belga Freddy Martens.
També l'Ajuntament de la Garriga li feu un acte d'homenatge per la seva trajectòria esportiva i en agraïment a la donació d'una casa de la seva propietat (carrer de Can Xic Corder, núm. 5) amb la finalitat de destinar-la a activitats culturals del poble. Actualment hi ha l'Escola d'Art Municipal.
Joan Martí reposa al cementiri de la Doma sota un relleu esculpit en pedra, obra de l'artista garriguenc Ferran Ventura, que representa el campió l'any 1913 quan va guanyar la Volta Ciclista a Catalunya, imatge que fou extreta d'una fotografia publicada a la portada de la revista Stadium.

## Palmarès
- 1913
  -  Campió d'Espanya de ruta
  -  1r de la Volta a Catalunya i vencedor d'una etapa
  - 1r de la Volta al País Basc i Navarra i vencedor d'una etapa